# Jann Mardenborough
Jann Mardenborough (Darlington, 9 de setembro de 1991) é um automobilista britânico.

## Carreira
Depois de uma temporada no Campeonato Britânico de Fórmula 3, Mardenborough juntou-se à Arden International para competir na temporada da GP3 Series de 2014 e também ingressou no programa de desenvolvimento de pilotos da Red Bull Junior Team. Ele mudou para a Carlin para a temporada de 2015, nesse mesmo ano, Mardenborough também disputou a oitava etapa da temporada de 2015 da GP2 Series.